# 霍羅多克 (利維夫州)
霍罗多克（羅馬化：Horodok），或译为戈罗多克，是乌克兰西部利沃夫州利沃夫区霍罗多克市镇内的城市及该市镇的行政中心，2020年7月18日前为霍羅多克區的行政中心。該市距離州府利沃夫25公里，面積为30平方公里，海拔高度279米，2022年人口数量为16,085人。

## 图集

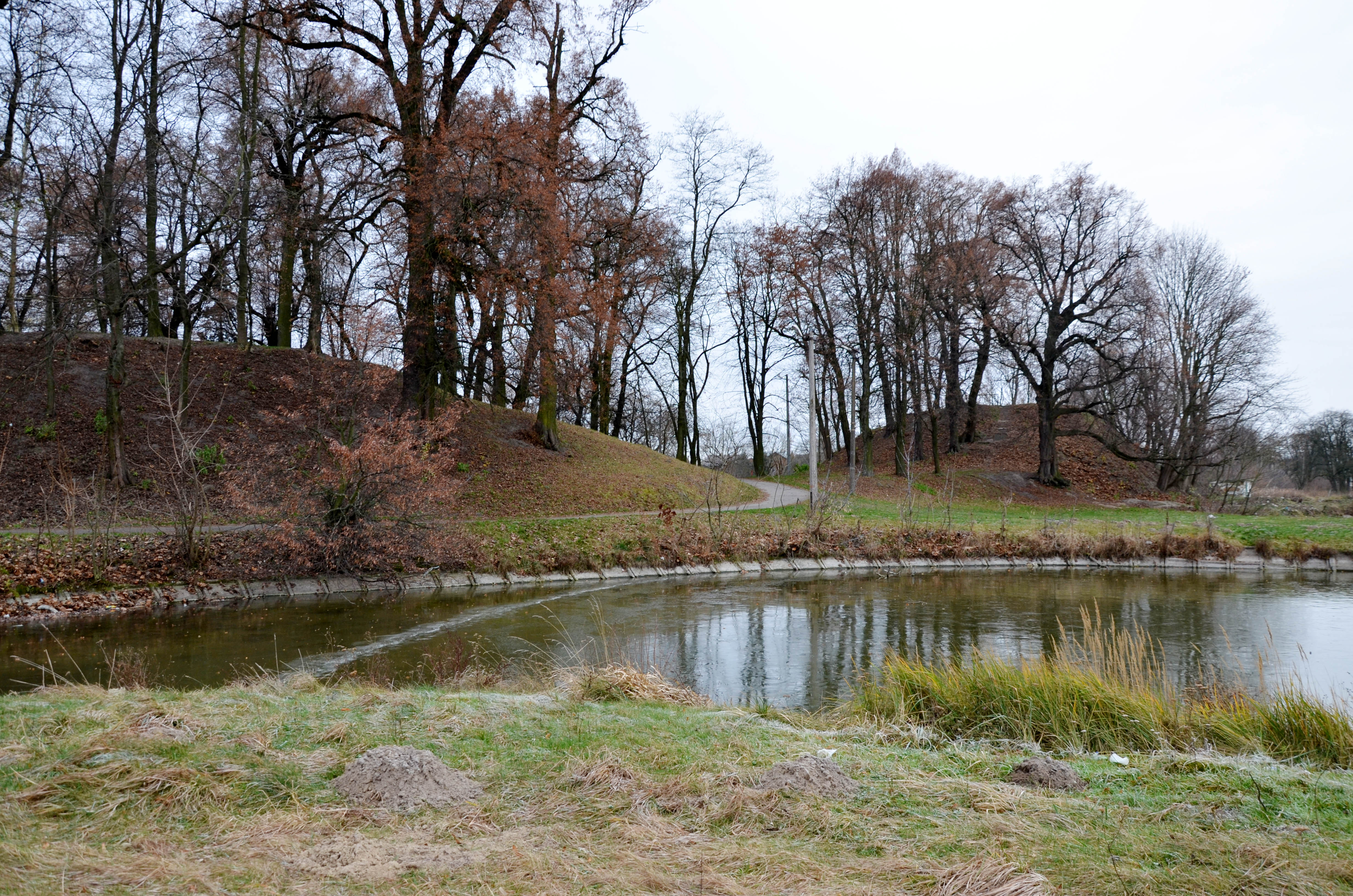
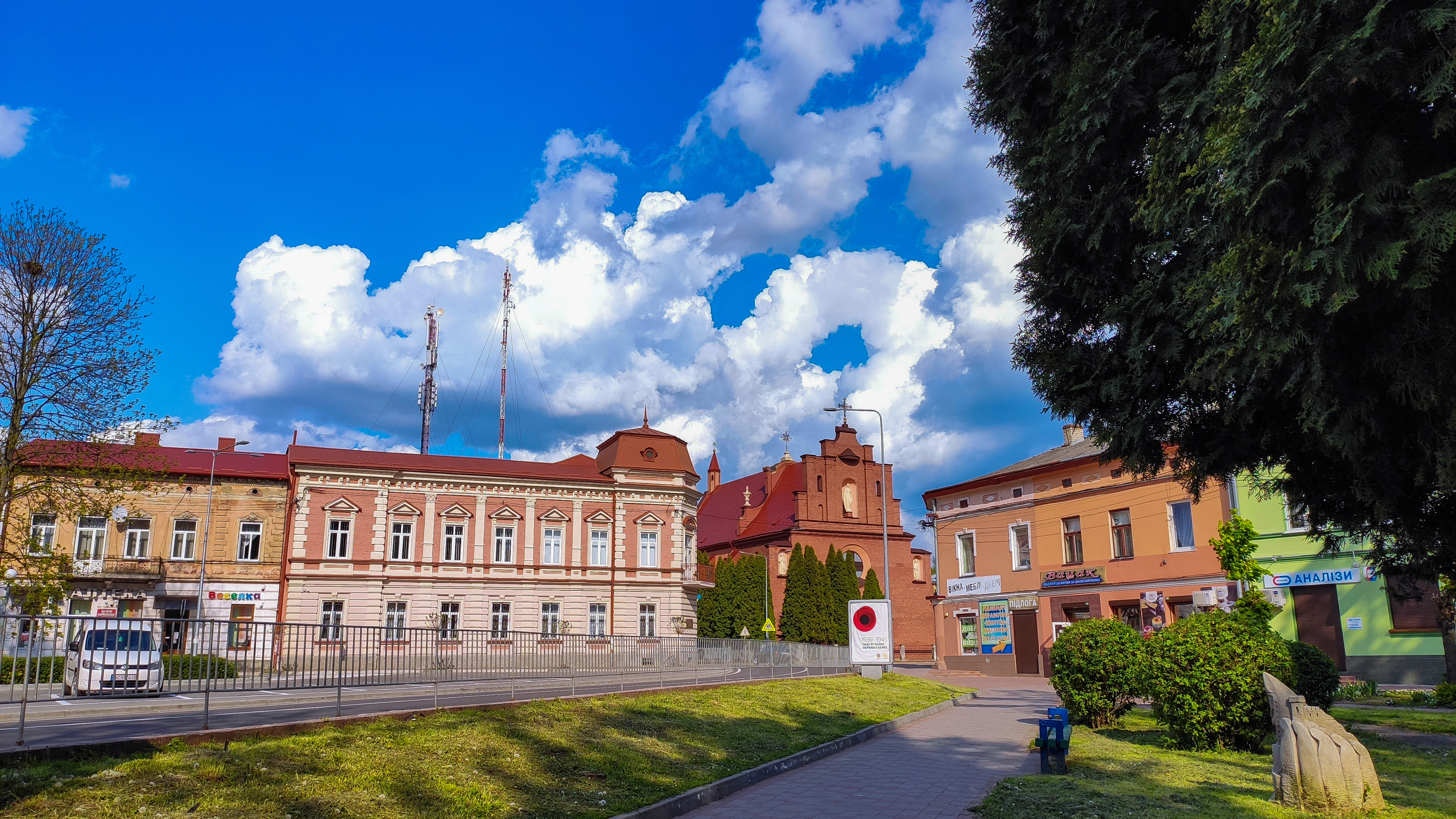
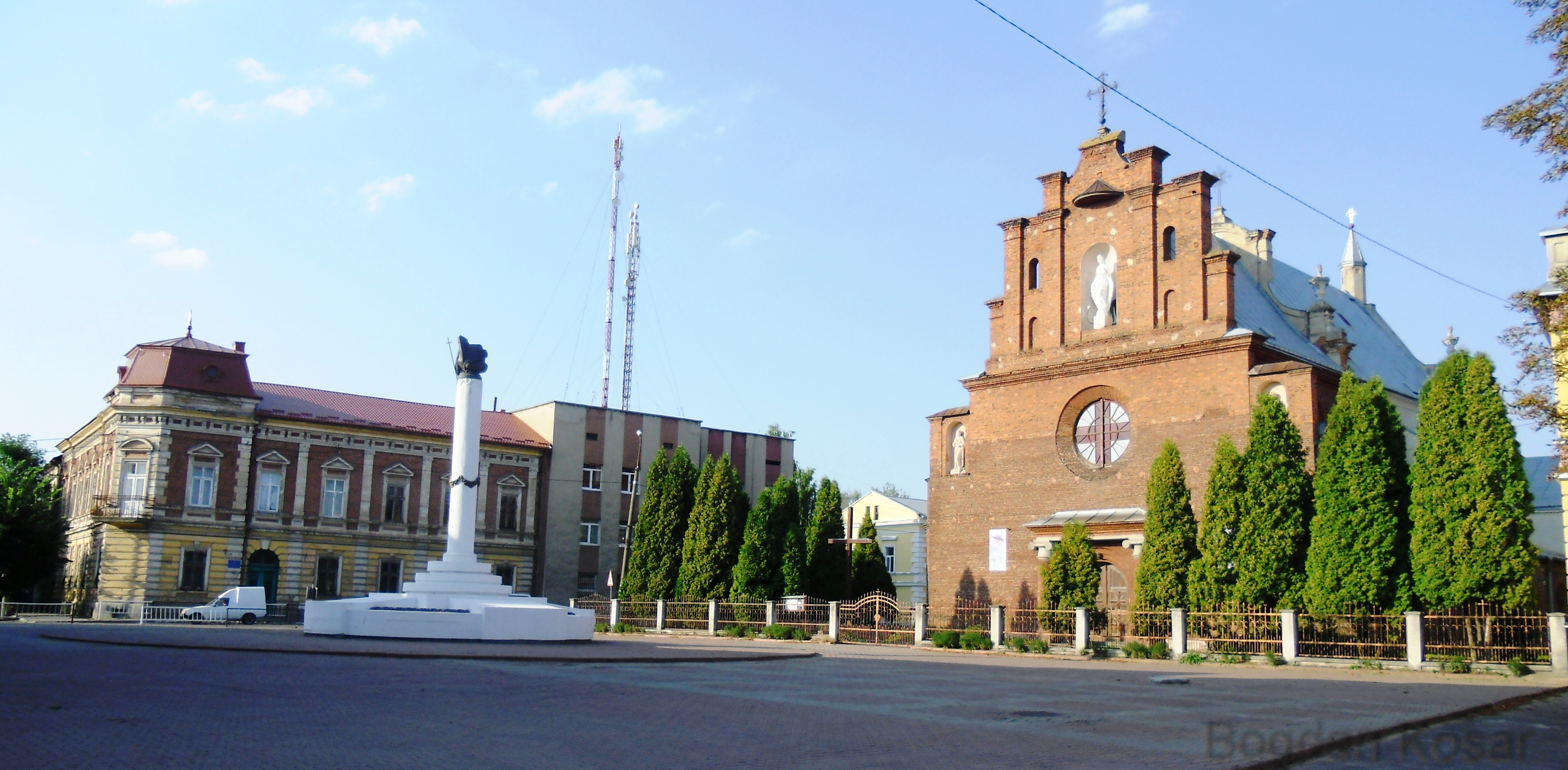
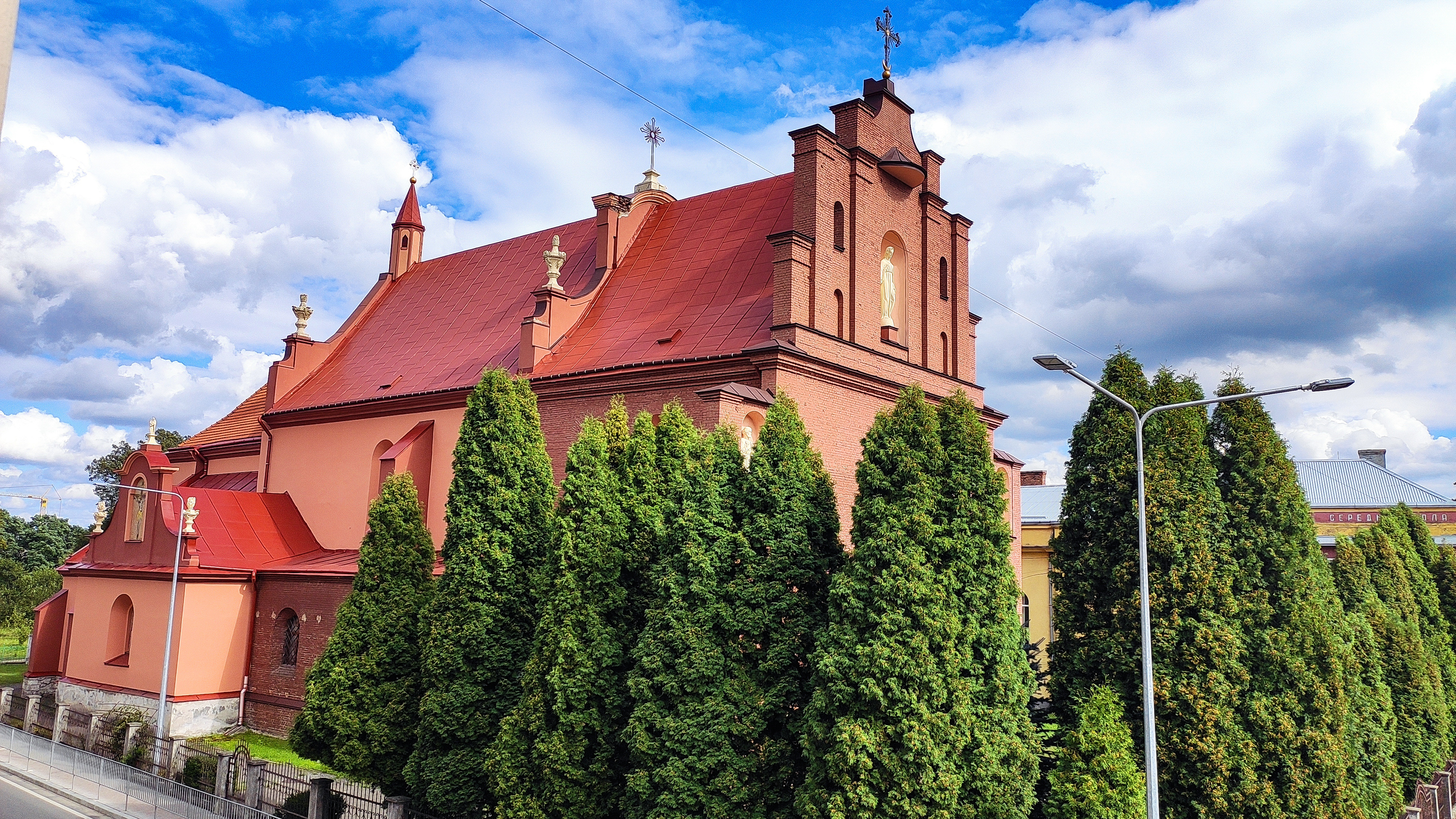
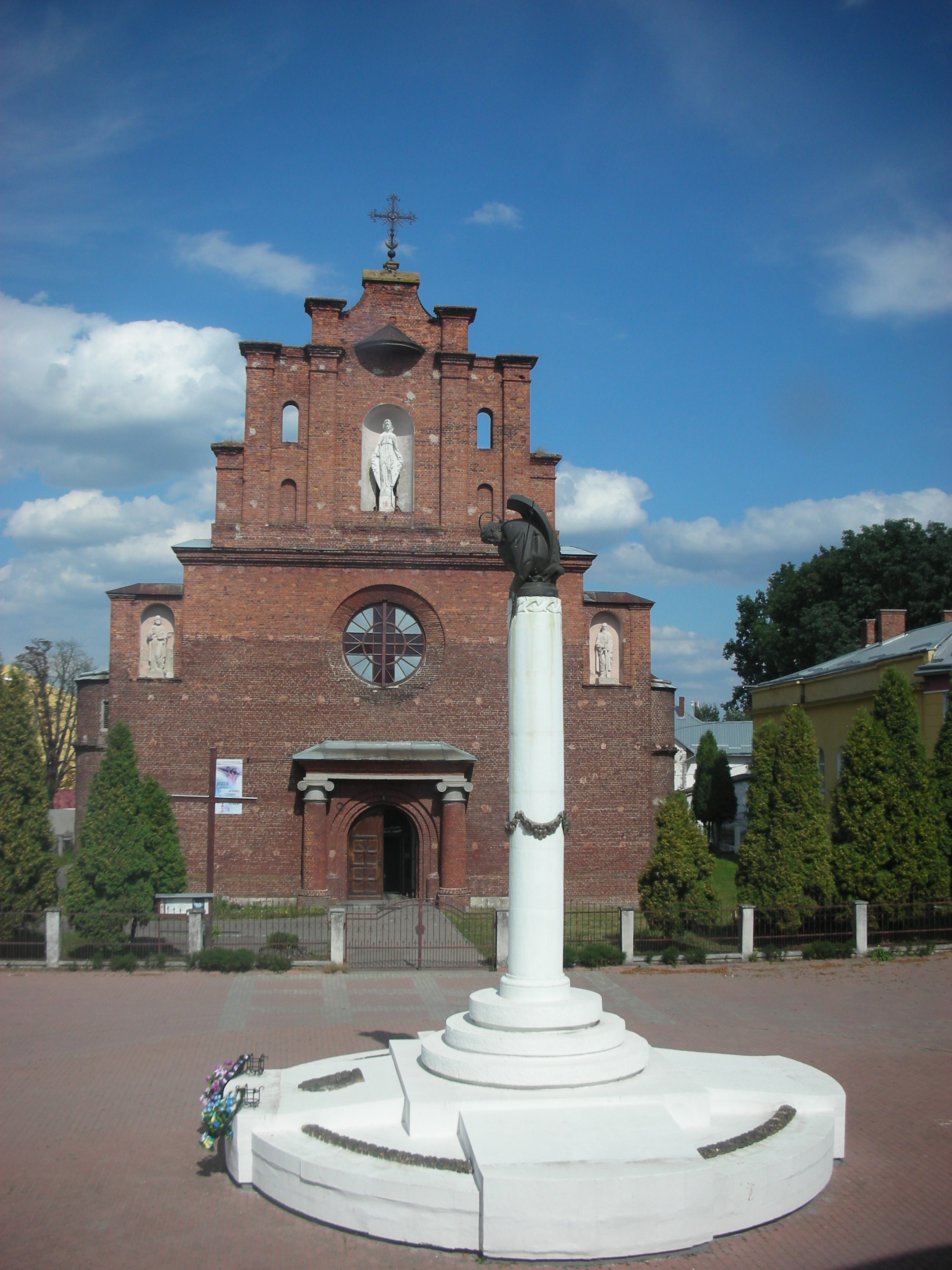
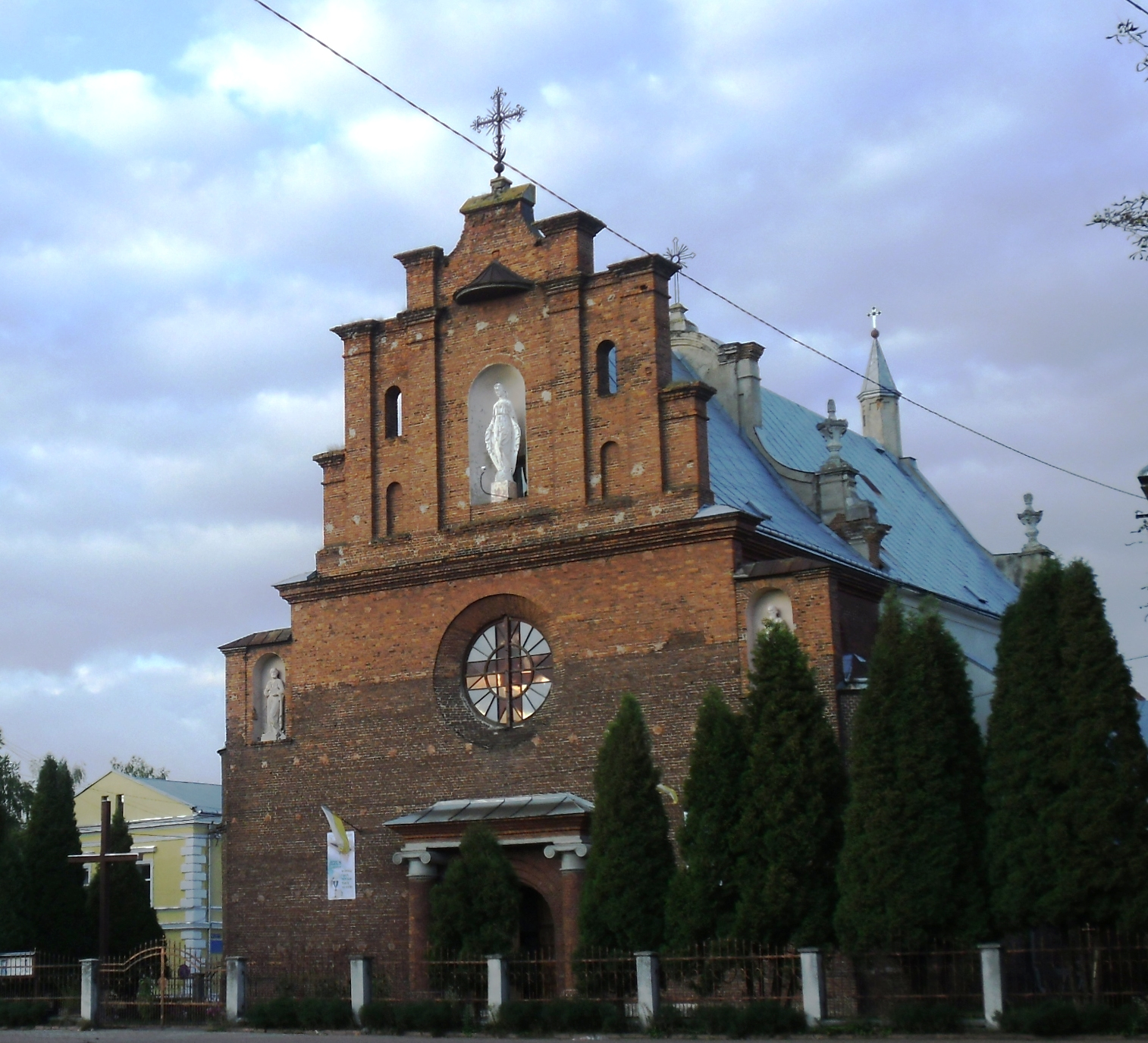
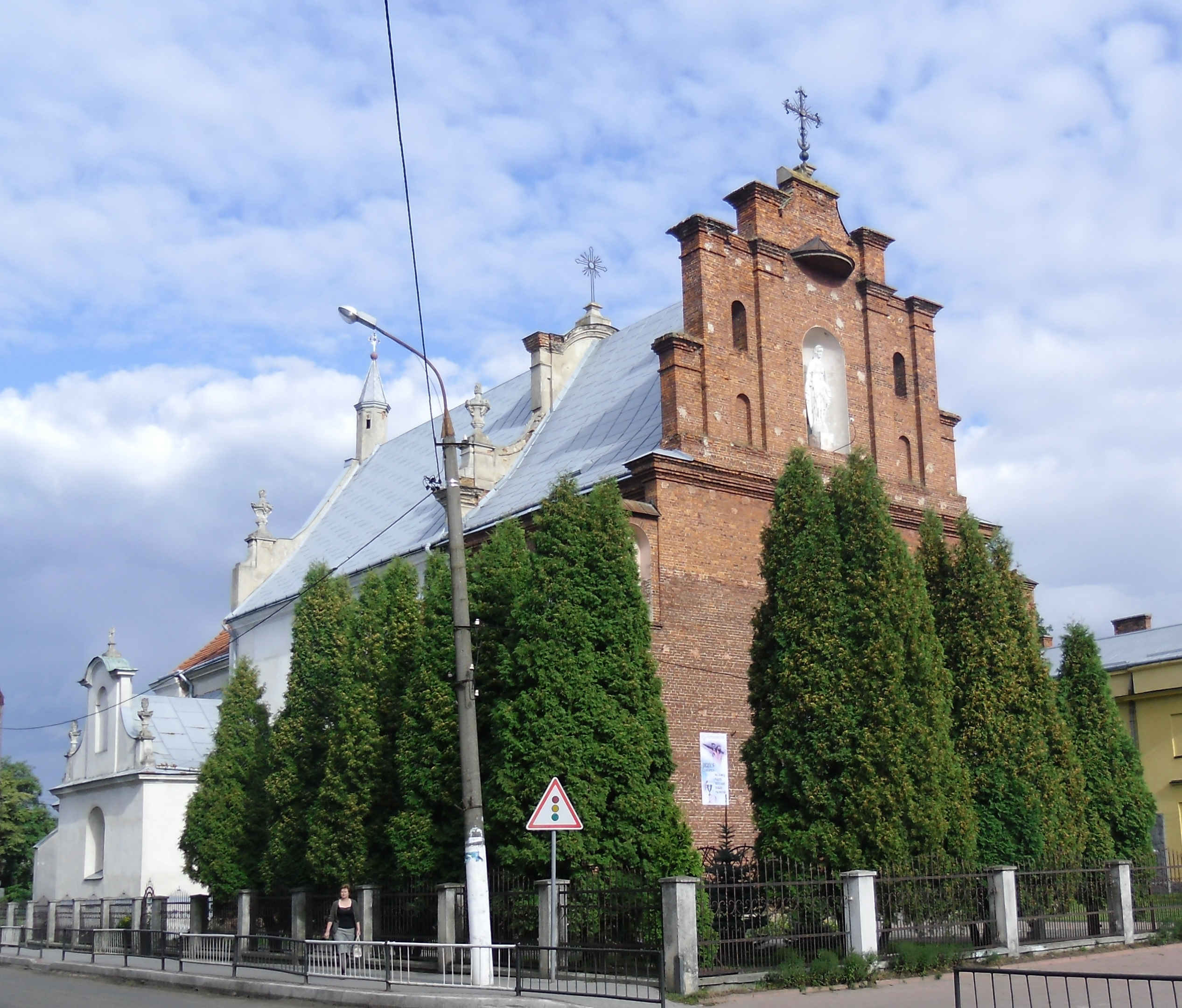
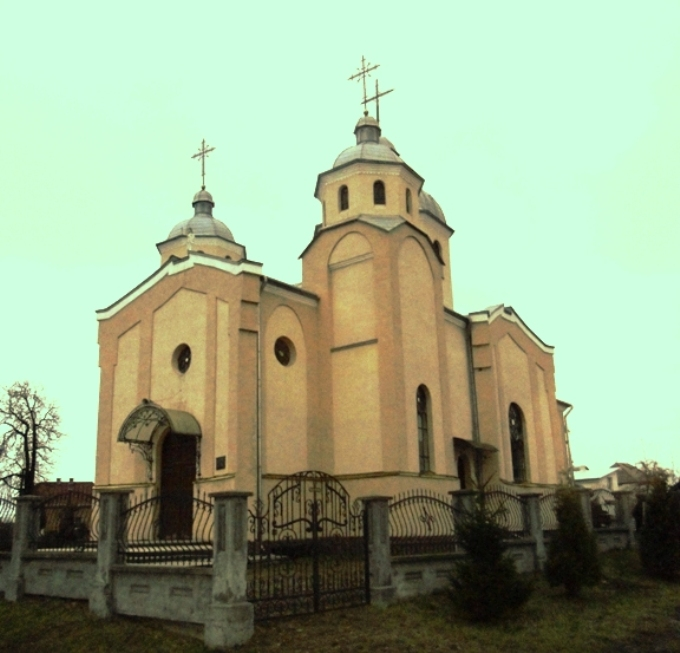
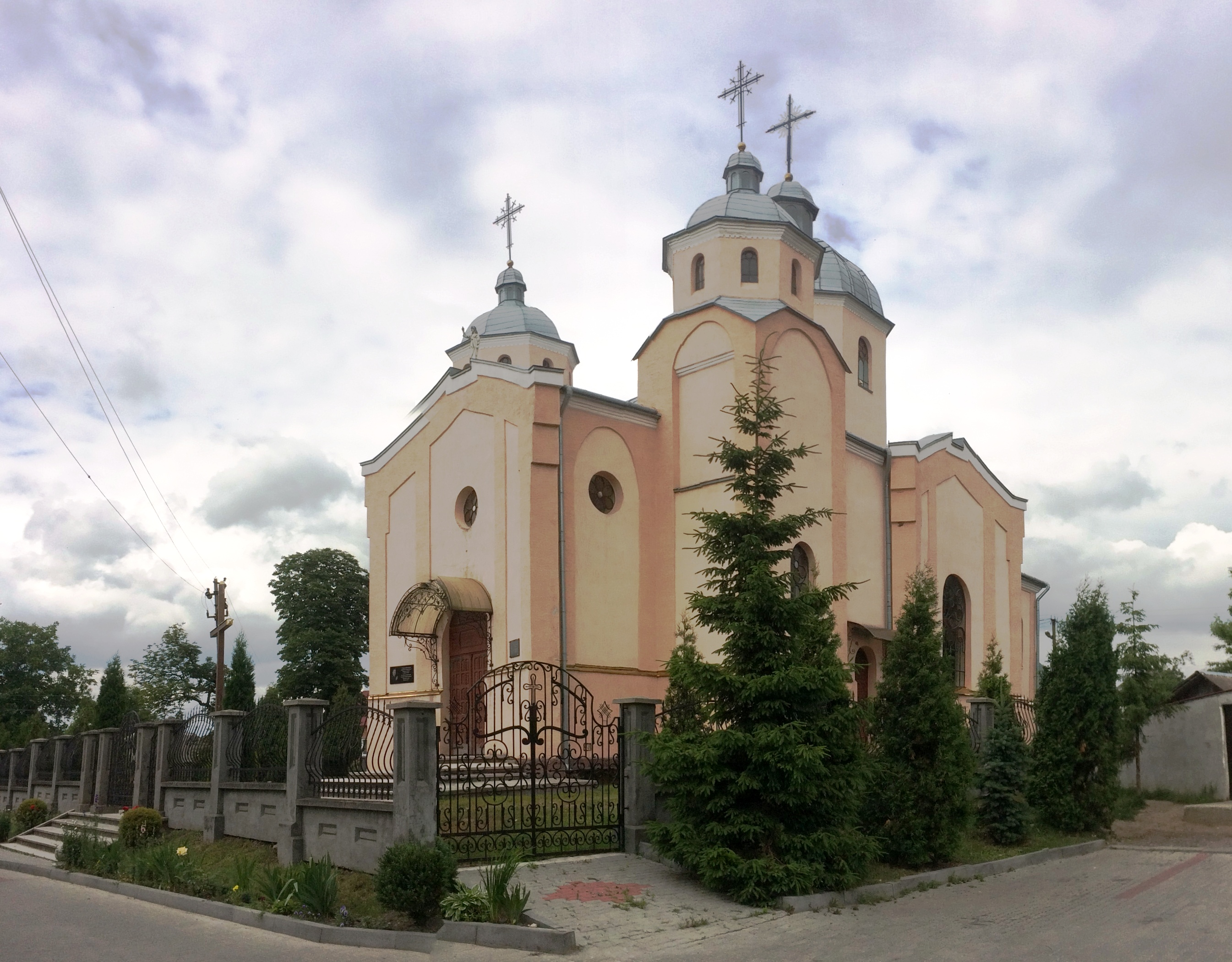
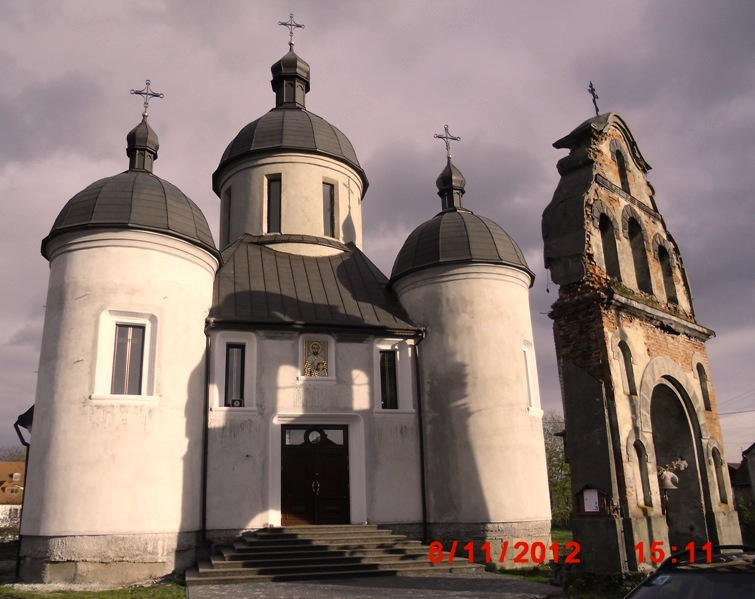
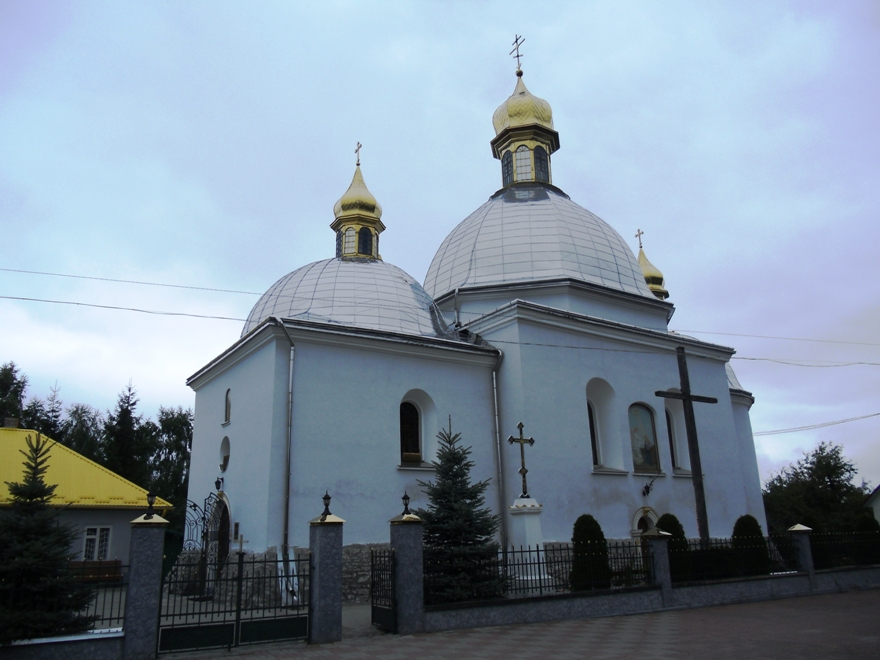
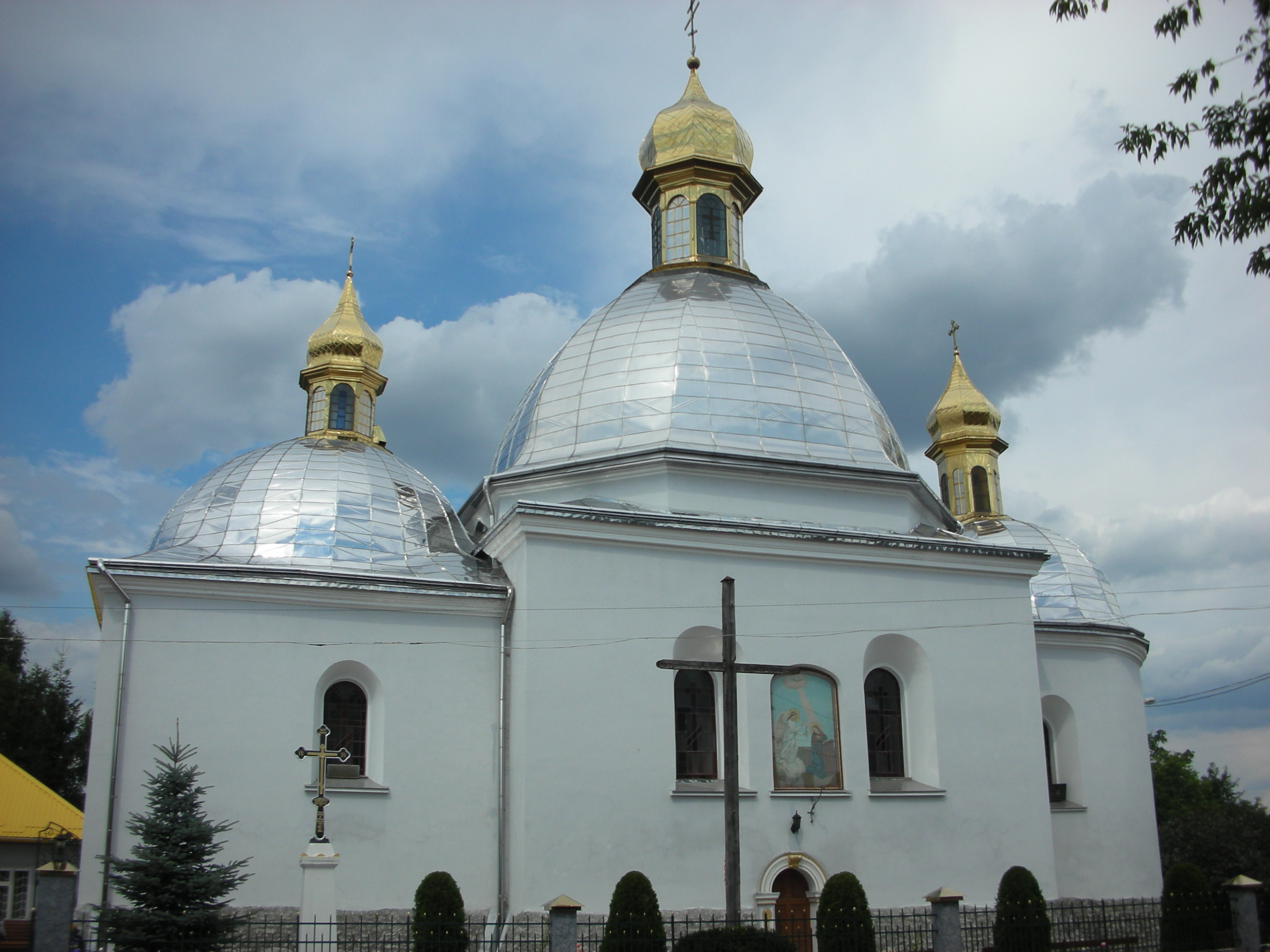
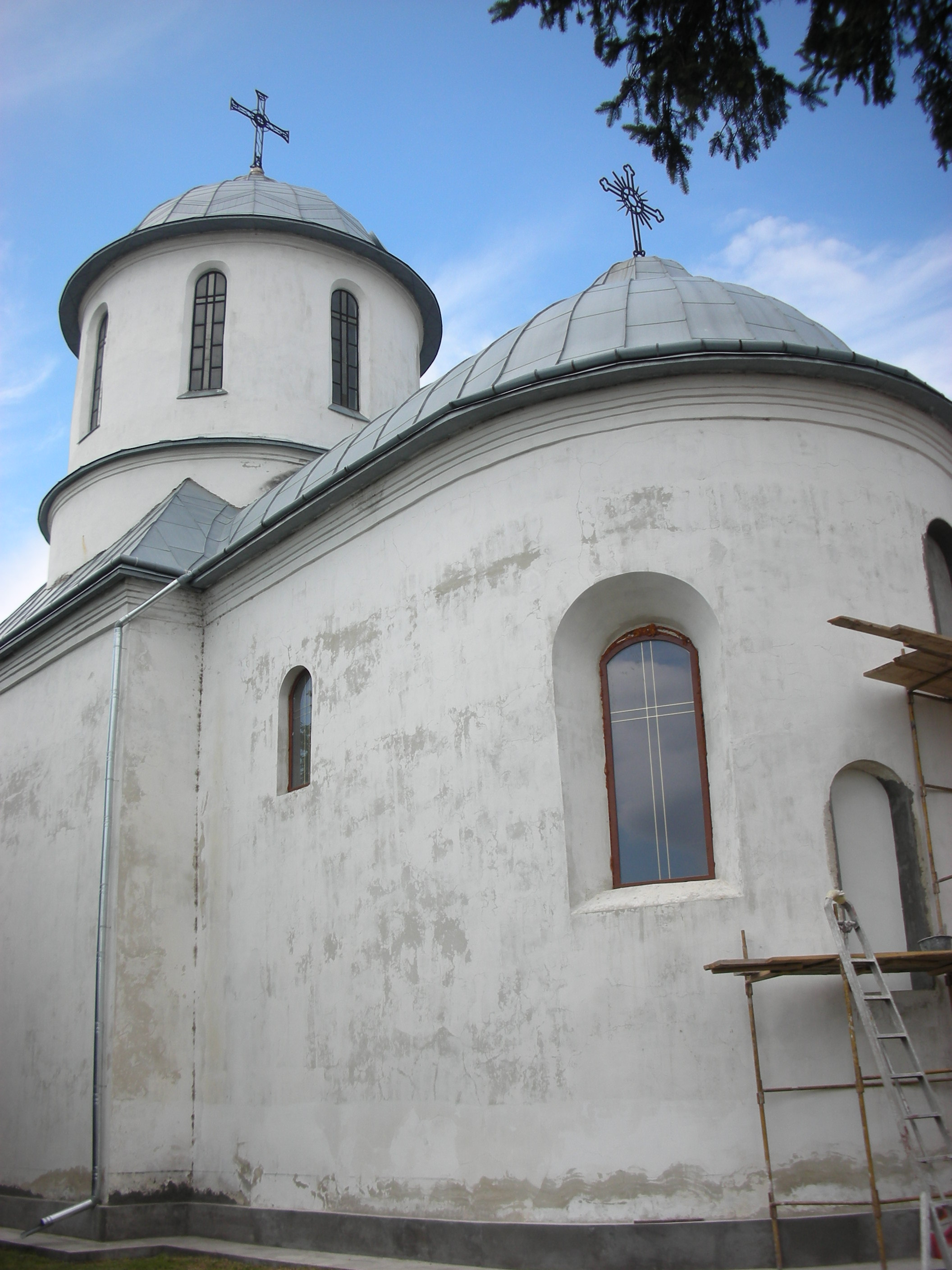
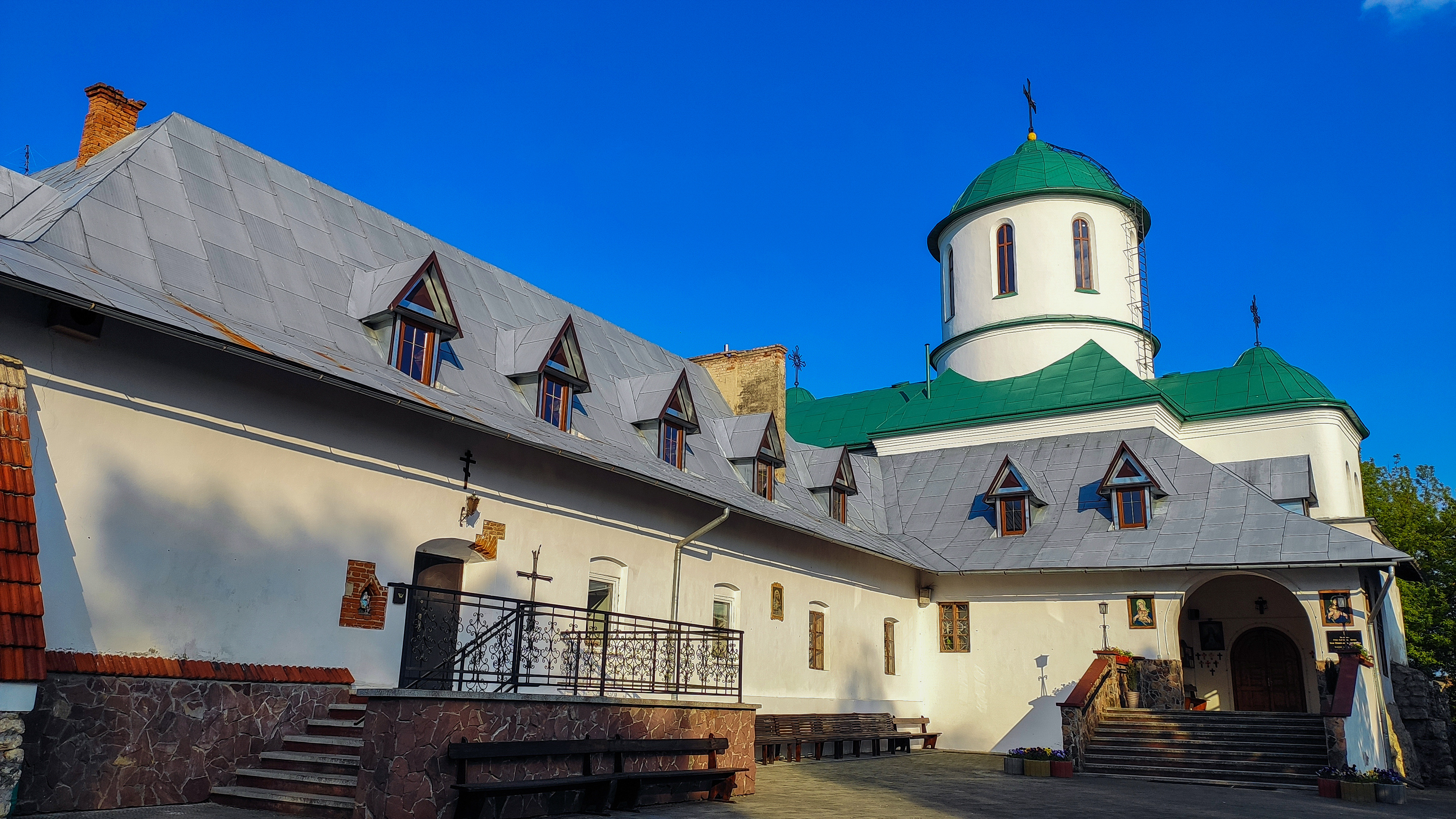
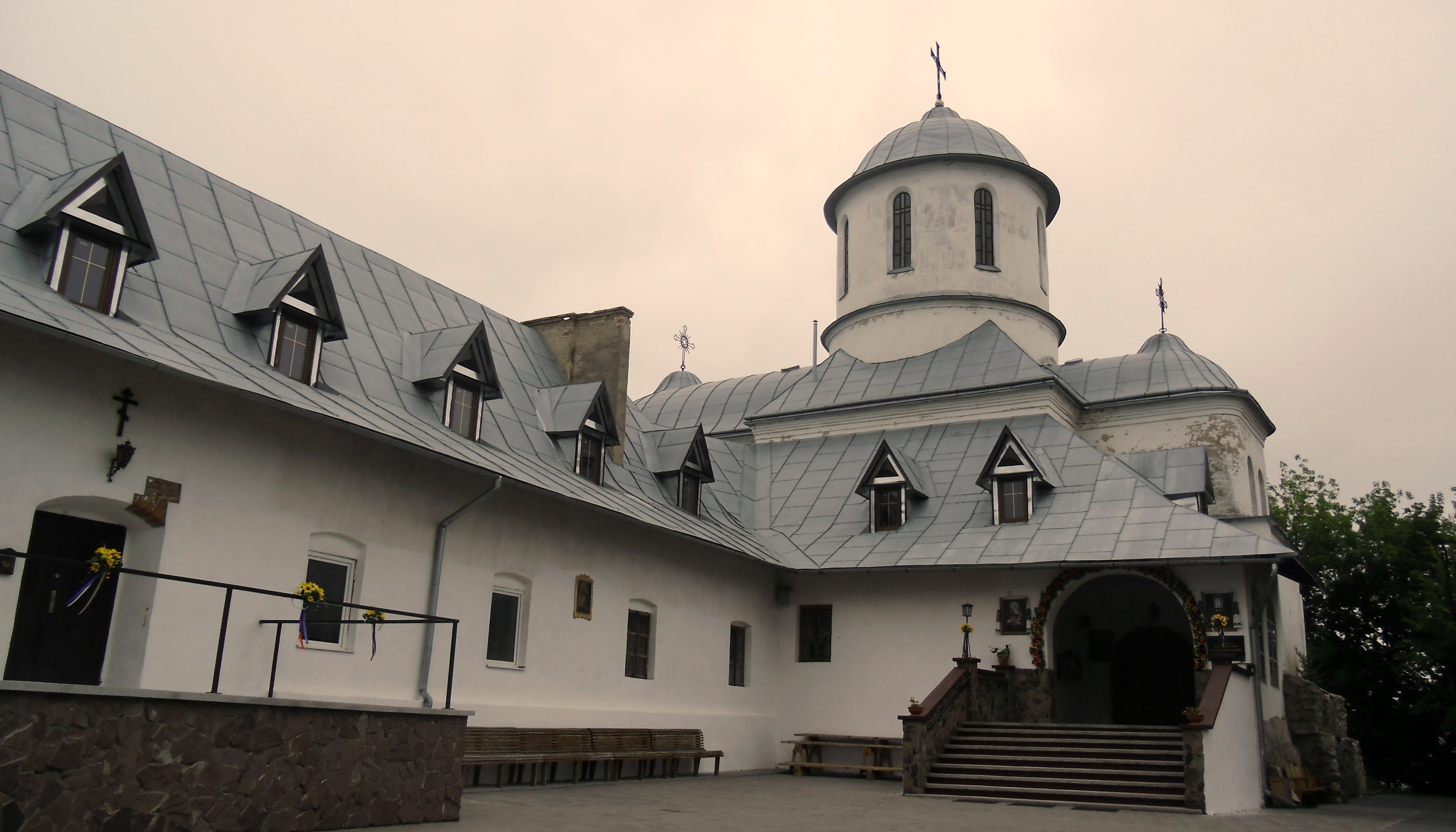
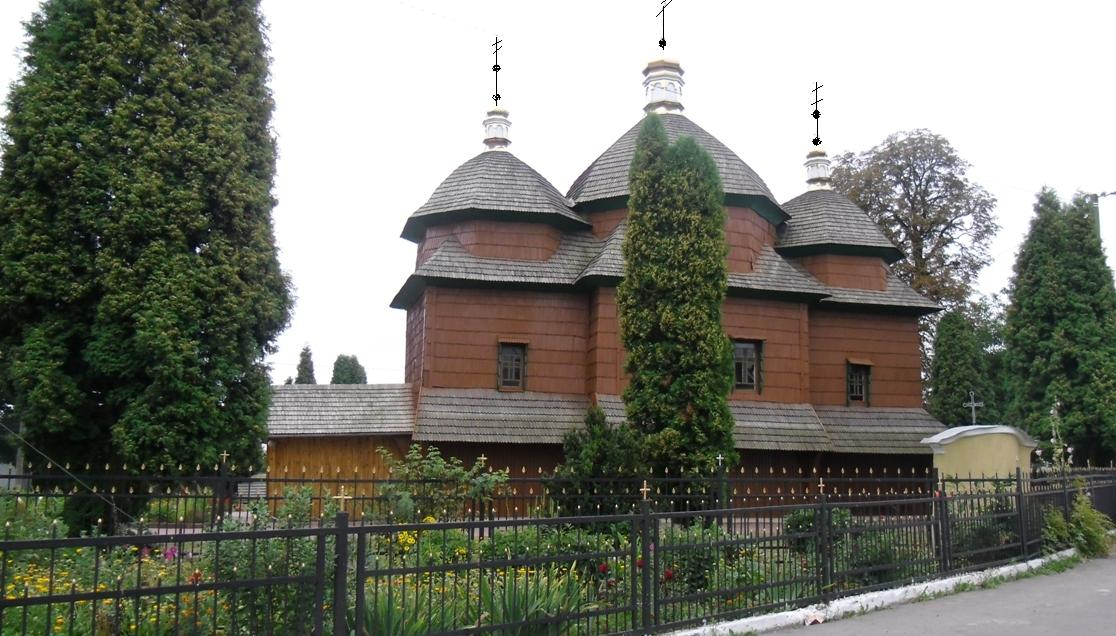
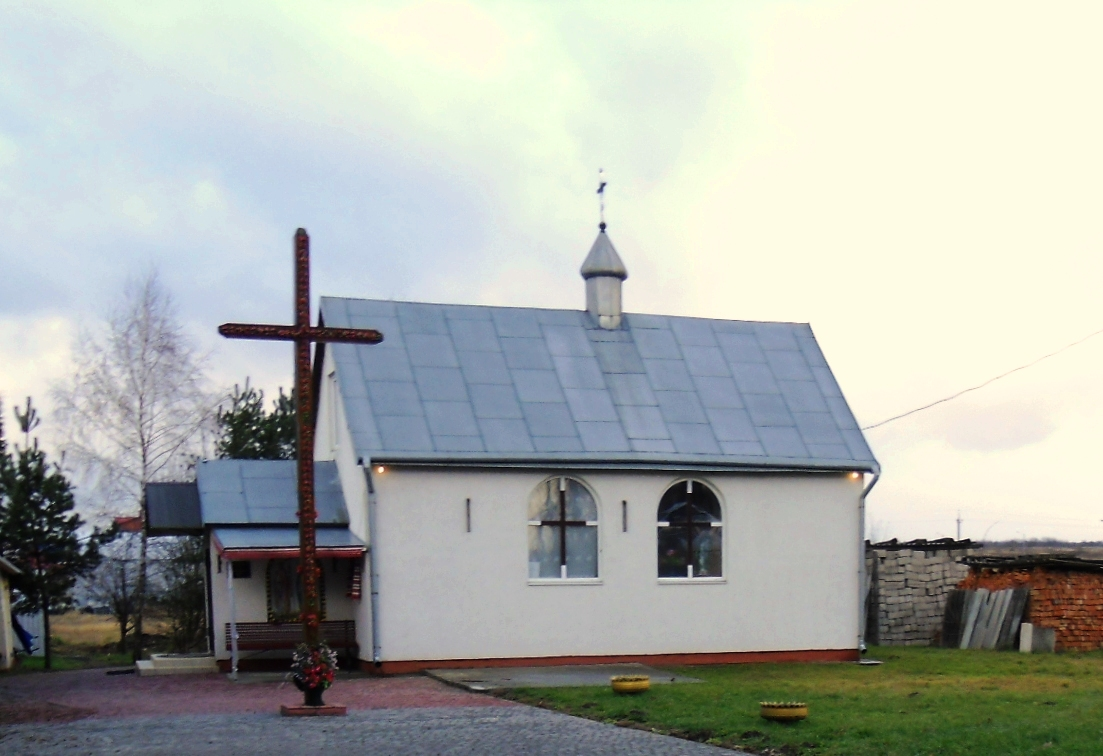
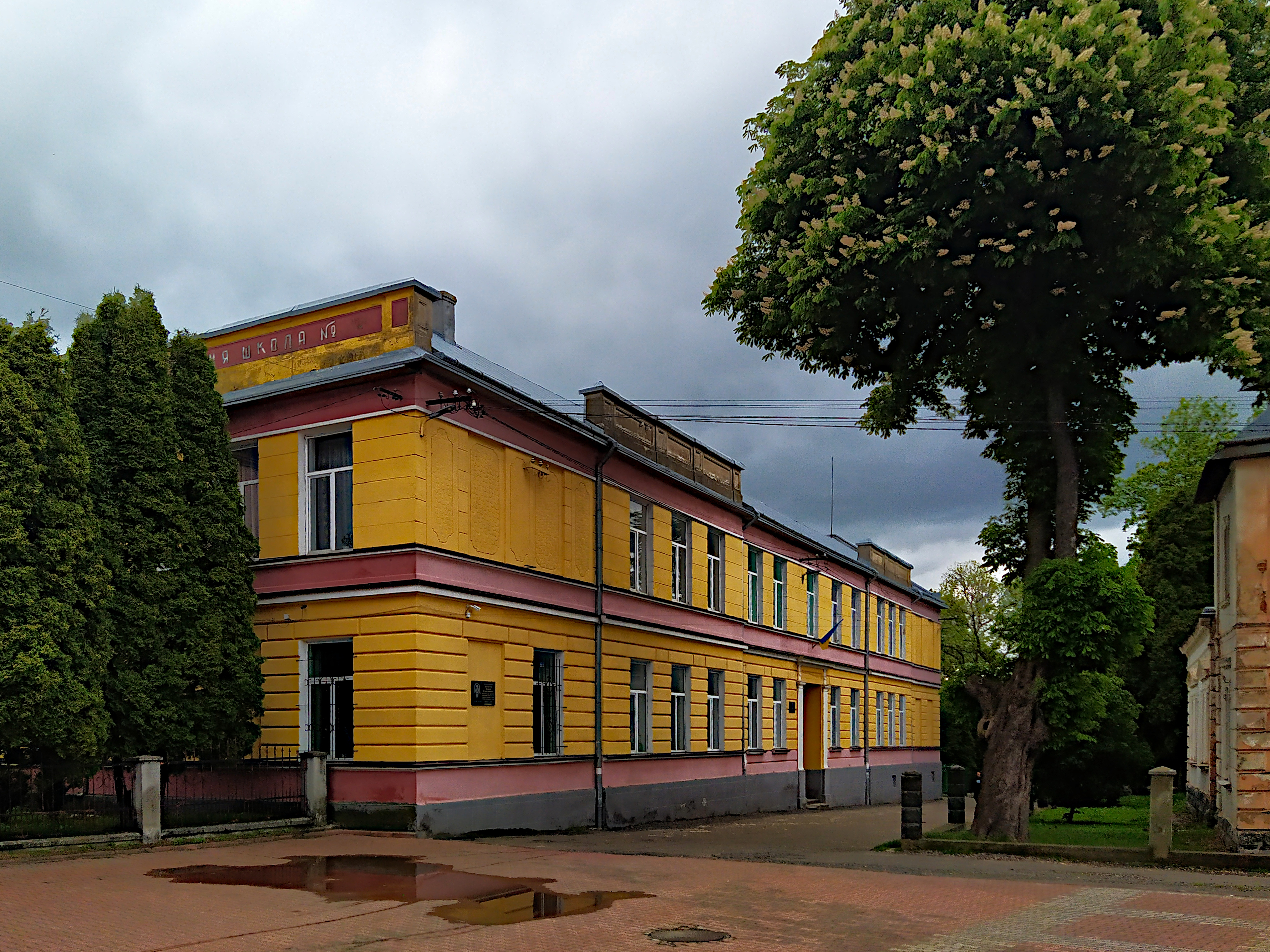
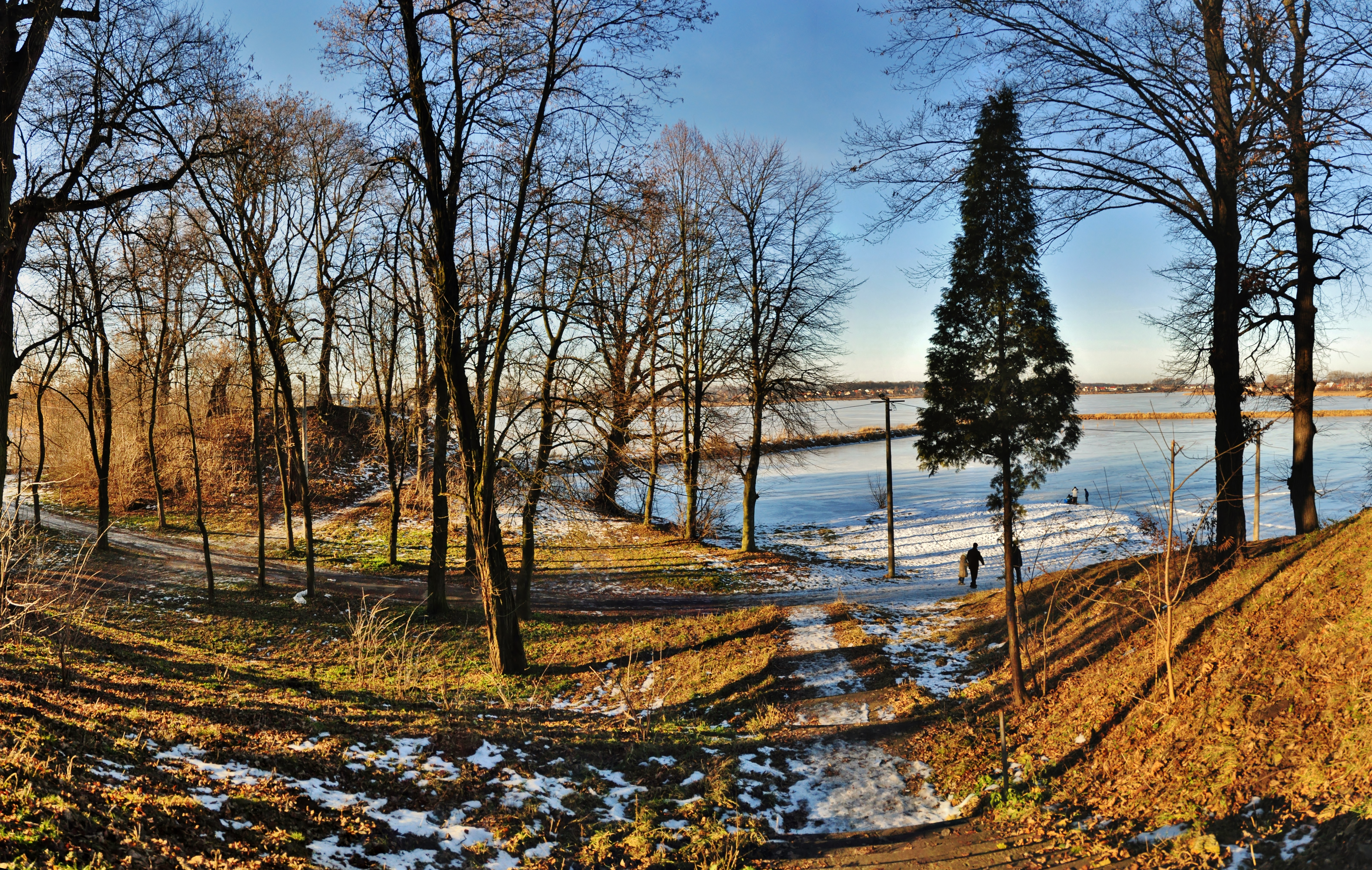
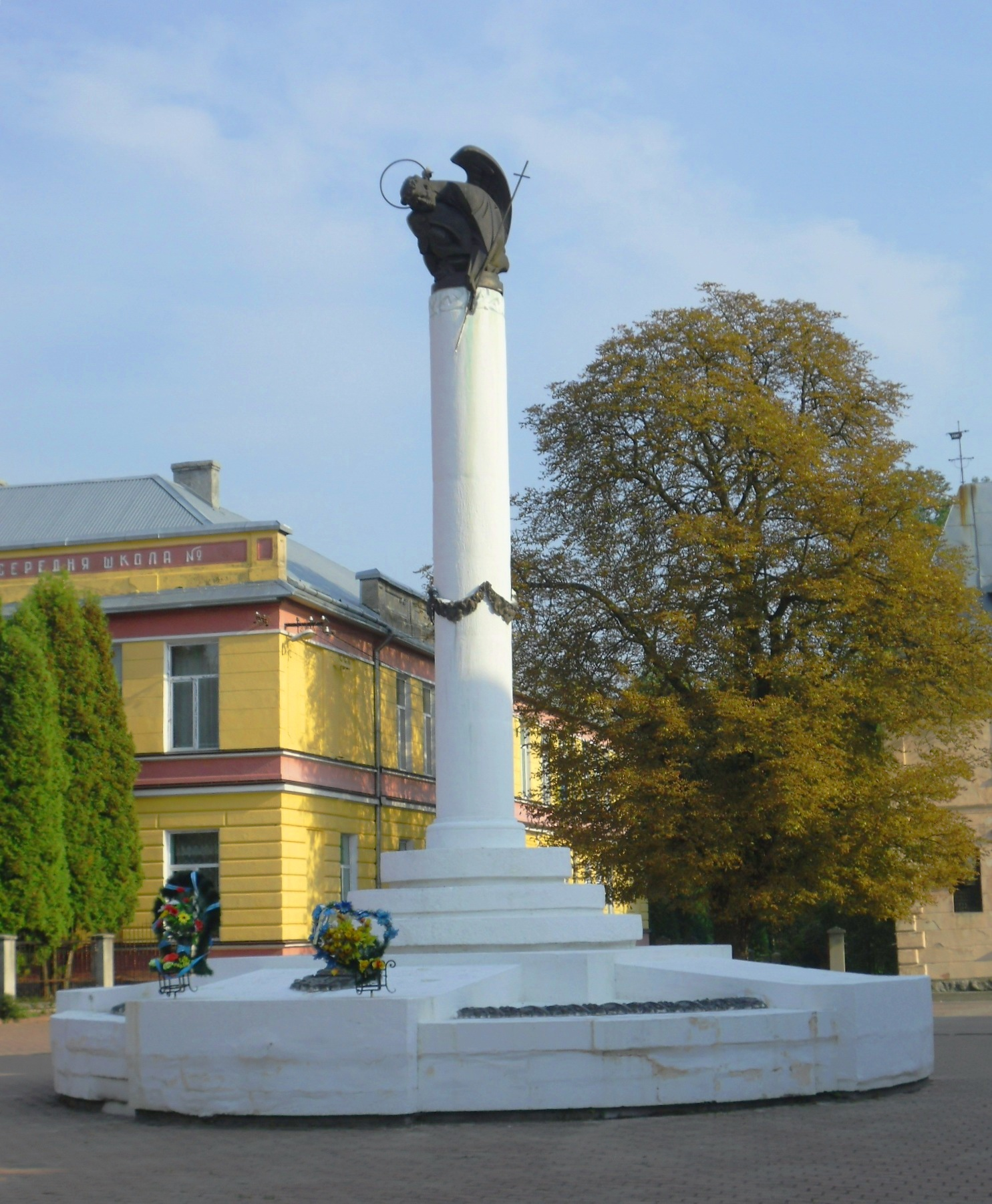

## 友好城市
- 波蘭 尼斯科
- 波蘭 斯奇茹夫

## 備注
1. ↑  俄语：，羅馬化：Gorodok